# Biserica romano-catolică Adormirea Maicii Domnului din București
În anul 1992, ÎPS dr. Ioan Robu, Arhiepiscop Mitropolit de București a luat hotărârea înființării Parohiei Adormirea Maicii Domnului în cartierul Drumul Taberei, dens populat cu familii aparținând Bisericii Romano-Catolice. Totodată, a dispus începerea formalităților pentru obținerea unui teren adecvat pe care să fie construit un complex parohial care să includă biserica cu o capacitate de 500 de locuri, casa parohială și grădinița pentru copii preșcolari. 
În anul 1994, a fost obținut un teren în suprafață de 2 300 mp concesionat de către Primăria Municipiului București. 
În același an, s-a început elaborarea proiectului care a fost terminat, cu toate avizele ce se impuneau, în primăvara anului 1995. Tot atunci au fost pornite și lucrările de construcție. Lucrările începute în luna mai 1995 au continuat până în octombrie 1999, perioadă în care au fost edificate biserica, casa parohială și grădinița.
Biserica, nefinisată complet, a început să funcționeze din data de 15 august 1998, neîntrerupt, perioadă în care s-au continuat lucrările de finisaj interior, pardoseli de marmură, parchete, placaje din marmoră de Rușchița la altarul principal și la cele laterale, zugrăveli, vopsitorii, corpuri de iluminat și altele. 
De asemenea, au fost procurate o parte din lucrările de artă sacră dintre care se remarcă crucifixul din fundalul absidei altarului, realizat de sculptorul Damian Gomez.
În noiembrie 1999, se execută ultimele retușuri la zugrăveli, vopsitorii și la pardoselile din parchetul de sub bănci. Sunt procurate numai un număr de 26 de bănci din numărul total de 40 necesare.
Casa parohială este terminată și este în funcțiune. 
Grădinița a intrat în funcțiune în luna septembrie a anului 2000.
Având în vedere numărul credincioșilor existenți în parohie, cât și perspectiva demografică pentru următorul secol, se consideră strict necesar înființarea unui cimitir în zona parohiei, în care scop, în anul 1998, la 23 februarie, s-a adresat o cerere Primăriei sectorului 6 București pentru atribuirea unei suprafețe de 10.000 mp teren destinat tocmai înființării unui cimitir al Parohiei "Adormirea Maicii Domnului". Parohia nu are filiale. În evidența Parohiei sunt înregistrate 790 familii și 2370 credincioși.